# Де Маджистрис, Луиджи (кардинал)
Луиджи де Маджистрис (итал. Luigi de Magistris; 23 февраля 1926, Кальяри, королевство Италия — 16 февраля 2022, там же) —  итальянский куриальный кардинал и ватиканский сановник. Титулярный епископ Новы с 6 марта 1996 по 22 ноября 2001. Титулярный архиепископ Новы с 22 ноября 2001 по 14 февраля 2015. Про-великий пенитенциарий с 22 ноября 2001 по 4 октября 2003, до назначения Джеймса Стэффорда. Кардинал-дьякон с титулярной диаконией Сантиссими-Номи-ди-Джезу-э-Мария-ин-виа-Лата с 14 февраля 2015.

## Биография
Луиджи Де Маджистрис был рукоположён в сан священника 12 апреля 1952 года, в Кальяри, в Италии. Это сопровождалось назначением его в Апостольскую Пенитенциарию в апреле 1979 года. Он был назначен титулярным епископом Новы 6 марта 1996 года папой римским Иоанном Павлом II. Был хиротонисан в сан епископа 28 апреля 1996 года. Ординацию совершали кардинал Джованни Канестри — бывший архиепископ Генуи, которому сослужили Отторино Пьетро Альберти — архиепископ Кальяри и Тарчизио Пиллолла — вспомогательный епископ Кальяри и титулярный епископ Картенне. Он был повышен до уровня архиепископа той же самой епархии 22 ноября 2001 года.

## Про-великий пенитенциарий
Когда кардинал Уильям Уэйкфилд Баум ушёл с поста великого пенитенциария, Де Маджистрис был назначен исполняющим обязанности Великого пенитенциария, название используемое тогда, когда тот, кто занимает пост Великого пенитенциария не является кардиналом. Однако 4 октября 2003 года он ушёл в отставку и был заменен кардиналом Джеймсом Стэффордом.

## Кардинал
4 января 2015 года, во время чтения молитвы Angelus, Папа римский Франциск объявил, что Луиджи Де Маджистрис будет возведён в кардиналы на консистории от 14 февраля 2015 года.
Скончался 16 февраля 2022 года